# Rizik (nacionalna sigurnost)
Rizik, kad se radi o nacionalnoj sigurnosti, predstavlja mogućnost ili potencijal nastanka negativnih posljedica za nacionalnu sigurnost, a određuje se na temelju procjene vjerojatnosti nastanka štetnog događaja i mogućih štetnih posljedica.